# Maebashi Maru
SS „Maebashi Maru” – japoński statek towarowy oddany do służby w 1921 roku.
W okresie międzywojennym pływał pod flagą linii Nippon Yūsen Kaisha oraz Nanyo Kaiun Kabushiki Kaisha. W 1941 roku został zarekwirowany przez Cesarską Armię Japońską. W czasie wojny na Pacyfiku wykorzystywano go do transportu żołnierzy i materiałów wojennych. W październiku 1942 roku przewiózł 1,7 tys. alianckich jeńców wojennych z Singapuru do Birmy, przy czym czternastu jeńców zmarło w trakcie rejsu. 30 września 1943 roku został zatopiony na Oceanie Spokojnym przez amerykański okręt podwodny USS „Pogy”. Wraz z nim zginęło 1450 japońskich żołnierzy i marynarzy.
„Maebashi Maru” jest zaliczany do grona tzw. piekielnych statków.

## Dane techniczne
„Maebashi  Maru” był statkiem towarowym o długości 135,63 metrów, szerokości 17,67 metrów i zanurzeniu 10,36 metrów. Jego pojemność wynosiła 7005 BRT.
Napęd zapewniały dwie maszyny parowe potrójnego rozprężania o mocy 632 NHP.

## Historia

### Lata 1921–1942
Budowę statku rozpoczęto 5 stycznia 1921 roku w stoczni Yokohama Dock Company w Jokohamie, na zamówienie linii żeglugowych Nippon Yūsen Kaisha. Kadłub zwodowano 2 lipca 1921 roku; wtedy też jednostce nadano nazwę „Mayebashi Maru”. Do służby weszła 2 sierpnia tegoż roku .
W latach 1921–1935 statek pływał pod flagą linii NYK. W lipcu 1935 roku został sprzedany liniom Nanyo Kaiun Kabushiki Kaisha. Trzy lata później jego nazwę zmieniono na „Maebashi Maru” .
W październiku 1941 roku, na krótko przed wybuchem wojny na Pacyfiku, został zarekwirowany przez Cesarską Armię Japońską i przystosowany do przewozu wojska. W grudniu tegoż roku wziął udział w operacji desantowej w Zatoce Lingayen na Luzonie. Później uczestniczył w działaniach na wodach Holenderskich Indii Wschodnich. W kwietniu 1942 roku wypłynął z Singapuru w konwoju złożonym z  45 statków, które przewiozły do Rangunu w Birmie japońską 18. Dywizję Piechoty .

### „Piekielny statek”
14 października 1942 roku w Singapurze na „Maebashi Maru” zaokrętowano około 1,7 tys. alianckich jeńców wojennych. Byli wśród nich Australijczycy, Amerykanie i Holendrzy. Wielu z nich kilka dni wcześniej przywieziono z Jawy na pokładzie statku „Kenkon Maru”. Na „Maebashi Maru” znalazła się także pewna liczba japońskich żołnierzy.
Jeńcy spędzili w ładowniach 56 godzin zanim statek ostatecznie wyruszył w rejs (16 października). Warunki, w których ich transportowano, były bardzo ciężkie. Jeńcy zostali bowiem umieszczeni w ładowniach, w których panował wyjątkowy nawet jak na japońskie standardy ścisk. Japońskich żołnierzy ulokowano na górnych pokładach, natomiast jeńcy znaleźli się w najniżej położonych strefach ładowni, w dodatku częściowo zajętych przez japoński sprzęt i materiały. Odpoczynek w pozycji leżącej był w zasadzie niemożliwy. W niektórych miejscach wciąż zalegało łajno, pozostawione przez bydło, które wcześniej przewożono statkiem. Upał był tak dotkliwy, że jeńcy rozbierali się do naga. Tylko dwa razy dziennie, o świcie i o zmierzchu, zezwalano im wyjść na pokład i przez 20-30 minut zaczerpnąć powietrza. Liczba latryn była niewystarczająca. Zaopatrzenie w wodę nie budziło zastrzeżeń. Wyżywienie, choć złożone głównie z ryżu i zupy rybnej, również było wystarczające. Statek przewoził zapas mięsa, jednakże na skutek upału szybko uległo ono zepsuciu. Japońscy żołnierze i marynarze często bili jeńców. Odbierali im także lekarstwa i środki opatrunkowe. Zdarzało się, że chorym jeńcom nie pozwalano skorzystać z latryn.
22 października „Maebashi Maru” zawinął do portu w Rangunie, gdzie jeńców wyokrętowano. Według Michaela Sturmy w trakcie ośmiodniowego pobytu w ładowniach zmarło czternastu jeńców. W konsekwencji „Maebashi Maru” jest zaliczany do grona japońskich „piekielnych statków” (ang. Hellships).
Jeńców, których „Maebashi Maru” przywiózł do Rangunu, niemal natychmiast zaokrętowano na inny statek – „Yamagata Maru”, który zabrał ich do Mulmejn. Skierowano ich następnie do pracy przy budowie Kolei Birmańskiej.

### Dalsze losy
W kwietniu 1943 roku „Maebashi Maru” wypłynął z Surabai na Ambon w konwoju złożonym z pięciu statków i dwóch jednostek eskorty. Trzy statki przewoziły brytyjskich i holenderskich jeńców, którzy trafili do obozów na wyspach Haruku i Seram w archipelagu Moluków .
Latem 1943 roku pływał w konwojach na Formozę, Filipiny, Wyspy Shengsi i archipelag Palau .
28 września 1943 roku wypłynął z Palau w konwoju N-805, który zmierzał do Rabaulu. Przewoził 2367 żołnierzy z 6. i 38 Dywizji Piechoty oraz z innych jednostek, a także dziesięć pojazdów, amunicję, benzynę i inne materiały. 30 września, gdy znajdował się w odległości około 373 mil morskich na południowy wschód od Palau, został storpedowany przez amerykański okręt podwodny USS „Pogy”. Zatonął na pozycji 01°00′N 139°28′E/1,000000 139,466667. Wraz ze statkiem zginęło 1389 żołnierzy oraz 61 członków załogi .